# Sigurd Juslén
 Sigurd Ludvig "Pelle" Juslén, född 25 november 1885 i Helsingfors, död 4 april 1954 i Helsingfors, var en finländsk seglare och sångare.
Juslén deltog ombord på fartyget Heatherbell, vilket vann brons i segling vid olympiska sommarspelen 1912 i Stockholm. 1929 gjorde Juslén sex skivinspelningar och framförde då bland annat Båklandets vackra Maja och J. Alfred Tanners Meripoika.